# Лесьна (гмина)
Лесьна (пол. Leśna) — городско-сельская гмина (волость) в Польше, входит как административная единица в Любаньский повет, Нижнесилезское воеводство. Население 10 779 человек (на 2004 год).

## Демография
| Перепись                       | Всего   | Всего | Женщины | Женщины | Мужчины | Мужчины |
| ------------------------------ | ------- | ----- | ------- | ------- | ------- | ------- |
| Единицы                        | человек | %     | человек | %       | человек | %       |
| Население                      | 10 779  | 100   | 5496    | 51      | 5283    | 49      |
| Плотность населения (чел./км²) | 103,1   | 103,1 | 52,6    | 52,6    | 50,6    | 50,6    |

## Сельские округа
1. Бартошувка
2. Грабишице-Дольне
3. Грабишице-Гурне
4. Грабишице-Сьредне
5. Косцельники-Гурне
6. Косцельники-Сьредне
7. Милошув
8. Победна
9. Смольник
10. Станковице
11. Шишкова
12. Свеце
13. Волимеж
14. Зацише
15. Злотники-Любаньске
16. Злоты-Поток
17. Косцельники-Гурне-Янувка
18. Смольник-Юркув
19. Станковице-Суха

## Соседние гмины
1. Гмина Грыфув-Слёнски
2. Гмина Любань
3. Гмина Мирск
4. Гмина Ольшина
5. Гмина Плятерувка
6. Сверадув-Здруй